# 張愛萍故居
張愛萍故居位於四川省達州市通川區，文物遺址年代判定為清代。2007年6月1日公佈為四川省第七批文物保護單位。